# Actinopus pusillus
Actinopus pusillus är en spindelart som beskrevs av Cândido Firmino de Mello-Leitão 1920. 
Actinopus pusillus ingår i släktet Actinopus och familjen Actinopodidae. Inga underarter finns listade i Catalogue of Life.